# Lisa Högelin
Sigrid Elisabeth (Lisa) Jeanette Gustava Högelin, född Norell 14 oktober 1896 i Gävle, död 4 september 1980, var en svensk barn- och ungdomsboksförfattare och översättare.
Lisa Högelin var dotter till köpmannen Otto Norell och Sigrid von Porat. Efter genomgången flickskola arbetade hon som biblioteksassistent i Gävle. 1919 gifte hon sig med författaren och översättaren Gösta Högelin. De blev föräldrar till barnboksförfattaren Inger Brattström, kommendörkapten Tord Högelin och överste Rolf Högelin.
Lisa Högelin skrev först noveller i veckotidningar under namnet Lisbet Norring. År 1933 utkom hennes första bok Katten Sussi och hennes familj. Från engelska översatte hon samma slags böcker som hon själv skrev, ofta i samarbete med maken.

## Barn- och ungdomsböcker
- Landsförvist, 1935 ( Ny uppl. 1953 med titeln Bitte består provet)
- Kaj i sitt esse, 1936
- Ett oväder drar förbi: Roman för unga flickor, 1937
- Den tomma villan, 1937
- Två viljor: En bok för flickor, 1937 (Utkom som Klassens olycka 1952)
- Efter "åttan”: berättelse för flickor, 1937
- Den tomma villan, med illustr. av Kaju von Koch, 1937
- Heja Babben!: berättelse för flickor, 1938
- När den rätte kommer: En berättelse om och för unga flickor, 1939
- Fröken agronomen: roman för unga flickor, 1939
- Jag skall nog lyckas: Berättelse för unga flickor, 1939
- Mycket kan hända, 1940
- Vi två med snurran: berättelse för ungdom, 1940
- Fyra flickor på vakt: Berättelse för flickor, 1941
- Brittas eldprov: Berättelse för flickor, 1942
- Vad går åt Lillis?: Berättelse för flickor, 1942
- Fyra ungar och Lisbet, 1943
- Ingen rädder här: Berättelse för flickor, 1943
- Kerstin från Tallholmen, 1944
- Högfärdsblåsan: Berättelse för flickor, 1944
- Ulla i uppror, 1945
- Norah på Sävlunda: Berättelse för flickor, 1945
- Inga: Berättelse för ungdom, 1946
- Annika Virvelvind, 1946
- Annika virvlar vidare: berättelse för flickor, 1947
- Annika vinner: Berättelse för flickor, 1948
- Mellanflickan: berättelse för flickor, 1950
- Flickorna på Rönnås, 1951
- Pia och byn, 1951
- Rolf eller Peter? Berättelse för flickor, 1951
- Vi på Ronnö: Berättelse för flickor, 1951
- Föräldrafritt: Berättelse för flickor, 1952
- Och så kom våren, 1952
- Sommaren på Bjärbo, 1953
- Uppåt värre: berättelse för flickor, 1953
- Åter till Myrnäset, 1954
- Liss snurrar till månen: Berättelse för flickor, 1955
- Mona hoppar av,  1955
- Mysteriet på Klingsbo: Berättelse för flickor, 1955
- Ingen som andra [illustr. av Martha Högström], 1959

Under pseudonymen Randi Wessel:
- Allt för Björn: Berättelse för flickor, 1954
- Yrsas viller-valla, 1958
- Familjen Annorlunda, 1959
- Jag Margareta, 1960

Under pseudonymen Karin Norrgården:
- Tack ska du ha, Ruff, med teckningar av Sven Björnson, 1957

Under pseudonymen Lisbet Norring:
- Dockan Rosas upplevelser: Berättelse för barn av Lisbet Norring. Med 6 illustr. av Fred Ockerse, 1945

## Översättningar (urval)
- Oddlaug Eikrem: Siri Guldlock (Siri Gulltopp) (B. Wahlström, 1942)
- Milo Dor och Reinhard Federman: Internationell zon (Internationale Zone) (översatt tillsammans med Gösta Högelin) (Lindqvist, 1956)
- Kurt Knaak: Piff, min jaktkamrat (Brav, mein Weidgesell) ( översatt tillsammans med Gösta Högelin) (Lindqvist, 1957)
- A. J. Cronin: Den svarta väskan (The adventure of a black bag) (Tiden, 1959)
- Erle Stanley Gardner: Distriktsåklagaren tar hem spelet (The D. A. calls a turn) (Tiden, 1962)
- Norah Lofts: Charlotte (Charlotte) (Lindqvist, 1973)